# Stoke Space
Stoke Space is een Amerikaanse ruimtevaartonderneming die zich richt op het ontwikkelen en lanceren van volledig herbruikbare draagraketten. Het bedrijf werd in in 2020 opgericht door Andy Lapsa en Tom Feldman.
Om volledige herbruikbaarheid te bereiken werd eerst de techniek voor een herbruikbare tweede trap ontwikkeld omdat dit het ingewikkeldste is en bepalend is voor de vereisten van de eerste trap. De door Stoke ontwikkelde Andromeda-motor van de tweede trap bevat 24 kleine verbrandingskamers en straalbuizen die een circulaire semi-aerospike creëren. Op 17 september 2023 werd daarmee een eerste hoppervlucht van 14 seconden uitgevoerd. Eerder, in maart 2023 had Stoke Space een huurcontract voor Cape Canaveral Space Force Station Lanceercomplex 14 in de wacht gesleept. In 2024 werd voor het eerst een motor voor de eerste trap gestart.
De Nova, de draagraket die Stoke ontwikkelt, zal geschikt zijn om lichtere medium-klasse vrachten te lanceren en kan deze ook naar hoogenergetische banen als een geostationaire overgangsbaan (GTO) of naar de een baan om de Maan (TLI) lanceren.
Stoke werkte aanvankelijk onder de radar maar een video van YouTuber Tim Dodd met een rondleiding door het bedrijf gaf het bedrijf vanaf februari 2023 naamsbekendheid. Rond die tijd begon Stoke ook hun nieuws foto’s en video’s te delen op hun website en socialemediaplatformen.
Eind maart 2025 werd bekendgemaakt dat Rocket Lab’s Neutron en Stoke Space’s Nova een contract hadden gewonnen binnen de National Security Space Launch-programma.